# Stephanie Blythe
Pour les articles homonymes, voir Blythe.
Stephanie Blythe est une mezzo-soprano américaine, interprète d'opéra.

## Biographie
Née en 1970 dans l'État de New York, Stephanie Blythe est sortie diplômée de l'école secondaire de Monticello en 1987 et de la Crane School of Music à la State University of New York de Potsdam (SUNY Potsdam) en 1992. Elle reçoit la prestigieuse Richard Tucker Award en 1999. La SUNY Potsdam lui décerne le titre de Docteur ès musique (honoris causa) en 2006. 
En 1996, la carrière de Stephanie Blythe connait une soudaine évolution lorsqu'elle assure le remplacement de Marilyn Horne au Metropolitan Opera, dans le rôle de Mistress Quickly dans Falstaff. Le rôle qui fait basculer sa carrière vient trois ans plus tard, lorsqu'elle interprète Cornelia dans le Giulio Cesare de Haendel.  
Stephanie Blythe a interprété l'un des rôles principaux de l'opéra The Sailor-Boy and the Falcon lors de sa création, avec l'ensemble opératique de la Crane School of Music, en novembre 2006. L'opéra a été écrit par deux professeurs de SUNY Potsdam (la musique est de Paul Siskind et le livret de Alan Steinberg) et joué au théâtre Sara M. Snell de la Crane School. L'opéra est fondé sur The Sailor-Boy's Tale d'Isak Dinesen.

Lors de la saison 2007-2008 du Metropolitan Opera de New York, Stephanie Blythe interprète des rôles secondaires dans Un ballo in maschera et Die Walküre ; dans les deux cas, sa prestation est saluée par une ovation. En 2010, elle interprète Katisha dans Le Mikado au Lyric Opera of Chicago. Le critique du Chicago Sun-Times écrit alors « [Stephanie] Blythe explose sur scène... Une femme énorme avec un talent énorme, une grande et puissante voix avec un visage élastique et comique. » Le Chicago Classical Review ajoute 

« [Stephanie] Blythe [...] vole la vedette [...]. Il est peu vraisemblable que ce rôle secondaire ait jamais été chanté avec une voix d'opéra aussi rayonnante. Elle [...] a expédié le duo si rapide, There is beauty in the bellow of the blast, à une vitesse étourdissante, avec une diction limpide. [Stephanie] Blythe a également démontré le sens du timing d'une grande comédienne, en donnant son plein impact à chaque réplique. Et, pour une femme d'un physique aussi imposant, elle s'est faite gracieuse et légère, avec ses petits pas de danse victorieux. »

En 2011, Stephanie Blythe a créé le rôle du mezzo-soprano de One Sweet Morning (« Un beau matin ») de John Corigliano, à l’Avery Fisher Hall pour le New York Philharmonic, composition qui commémore le dixième anniversaire des attentats du 11 septembre 2001.

## Discographie
- Brahms, Rhapsodie pour alto / Nelson
- Haendel, Bach : Arias / Stephanie Blythe, John Nelson, Et Al
- Danielpour : An American Requiem / St. Clair, Blythe, Et Al
- Mahler, Das Lied von der Erde / (Der Abschied, version Arnold Schoenberg) Nelson
- Wagner,  Wesendonck Lieder (version Hans Werner Henze) / Nelson
- Wagner, Der Ring des Nibelungen, enregistré au Metropolitan Opera de New York, avec Jonas Kaufmann, Bryn Terfel, Deborah Voigt. Deutsche Grammophon, 2012. Sorti en DVD et en Blu-ray.
- Haendel, Rodelinda (rôle d'Eduige), enregistré au Metropolitan Opera de New York, avec Renée Fleming et Andreas Scholl. Decca, 2012. Sorti en DVD et en Blu-ray.